# InXile Entertainment
inXile Entertainment, Inc. — американська компанія-розробник відеоігор заснована Браяном Фарго в 2002 році і розташована в Тастіні, Каліфорнія, в 2018 році була придбана Xbox Game Studios. Студія спеціалізується на відеоіграх рольового жанру, створивши The Bard's Tale і Hunted: The Demon's Forge, а також різні ігри для Flash і iOS у першому десятилітті свого існування. У 2012 році inXile випустили постапокаліптичну гру Wasteland 2 після успішної кампанії на Kickstarter. Після фінансового успіху гри студія зібрала рекордні на той час $4 мільйони на Kickstarter для розробки Torment: Tides of Numenera, духовної наступниці Planescape: Torment від Interplay. З того часу inXile завершили розробку успішної Wasteland 3 і зараз працюють над стімпанковим бойовиком Clockwork Revolution.

## Історія
inXile Entertainment була заснована 26 жовтня 2002 року Браяном Фарго в Ньюпорт-Біч, штат Каліфорнія.
В інтерв’ю Joystiq президент inXile Метью Фіндлі поділився деякими подробицями з історії компанії: «Я працював з Браяном Фарго в Interplay протягом кількох років, і ми обидва покинули цю компанію одночасно. Ми знали, що хочемо залишитися у відеоігровій індустрії, тому заснувати свою компанію здавалося гарною ідеєю — він провів 20 років в Interplay, а я — 13. Коли ми вийшли з компанії, якій віддали стільки років свого життя, то відчували себе у вигнанні (прим.пер.: англійською «вигнання» пишеться як «exile», що разом з префіксом «in» утворює назву компанії «у вигнанні»), і ми зробили фальшиві візитки з фальшивою назвою компанії лише для того, щоб мати перепустку, з якою можна було б потрапити на E3. І перш ніж ми взагалі згадали про назву «inXile», у графі присвяченій займаній посаді Браян написав «Лідер у вигнанні» (англ. Leader in exile). Люди отримали такий кайф від цієї картки, ми так часто повторювали «у вигнанні, у вигнанні, у вигнанні» і просто думали: «Чому б не вигадати нове слово?», що врешті і зробили».
У травні 2008 року inXile оголосили про створення SparkWorkz, онлайн-підрозділу, який зосереджується на створеному користувачами контенті. Девід Гілі, колишній керівник Microsoft, був найнятий для спостереження за створенням цього підрозділу.
У квітні 2012 року inXile запустили Kickstarter кампанію для фінансування Wasteland 2, продовження Wasteland від Interplay, за участю більшості оригінальної команди розробників. За допомогою краудфандингу було зібрано понад 300% від вказаної початкової мети в $900 000, а остаточна сума склала $2 933 252. У березні 2013 року inXile повернулися на Kickstarter з новою краудфандинговою кампанією для Torment: Tides of Numenera, яка згодом побила рекорд найшвидшого збору в 1 мільйон доларів, зібравши цю суму за сім годин і дві хвилини.
Під час кампанії на Kickstarter для гри Wasteland 2 Браян Фарго започаткував програму «Kicking it Forward». Згідно з цією програмою, inXile Entertainment пообіцяла використати 5% чистого прибутку після запуску для підтримки майбутніх проєктів Kickstarter.
У листопаді 2018 року Microsoft Studios оголосили, що перебувають на завершальній стадії придбання InXile, а також Obsidian Entertainment, іншої студії, відомої своїми рольовими іграми. За словами Фарго, у квітні 2018 року до них звернувся Ноа Муслер, один із керівників відділу бізнес-розвитку Microsoft, який раніше мав зв’язки зі студією, і запропонував можливість придбання. Фарго вважав, що подібний контракт стане вигідним для студії, оскільки на той час вони перебували в підвішеному стані між розробкою інді-ігор і високобюджетними AAA-проєктами, де існує значна різниця в очікуваннях щодо якості та ціни. Підтримка Microsoft допомогла б їм створювати ігри, які дозволяють конкурували з поточним станом індустрії.
У жовтні 2015 року inXile відкрили inXile New Orleans, свою другу студію в Новому Орлеані. У січні 2021 року офіс у Ньюпорт-Біч було перенесено в Тастін.

## Розроблені відеоігри
| Рік  | Назва                            | Платформи | Видавець                     |
| ---- | -------------------------------- | --- | ---------------------------- |
| 2004 | The Bard's Tale                  | Android, BlackBerry PlayBook, Classic Mac OS, iOS, Linux, Windows, Ouya, PlayStation 2, PlayStation 4, Vita, Xbox, Xbox One, Nintendo Switch | inXile Entertainment         |
| 2008 | Fantastic Contraption            | Adobe Flash, iOS, Wii | inXile Entertainment         |
| 2008 | Line Rider 2: Unbound (ремейк)   | iOS, Microsoft Windows, Nintendo DS, Wii | inXile Entertainment         |
| 2009 | Super Stacker                    | Adobe Flash, iOS | inXile Entertainment         |
| 2009 | Super Stacker 2                  | Adobe Flash, iOS | inXile Entertainment         |
| 2009 | Shape Shape                      | Adobe Flash, iOS | inXile Entertainment         |
| 2010 | Super Stacker Party              | PlayStation Network | inXile Entertainment         |
| 2011 | Hunted: The Demon's Forge        | Microsoft Windows, PlayStation 3, Xbox 360                                                                                                   | Bethesda Softworks           |
| 2012 | Choplifter HD                    | Microsoft Windows, Ouya, PlayStation Network, Xbox Live Arcade                                                                               | inXile Entertainment, Konami |
| 2014 | Wasteland 2                      | Linux, macOS, Microsoft Windows, Nintendo Switch, PlayStation 4, Xbox One                                                                    | Deep Silver                  |
| 2017 | Torment: Tides of Numenera       | Linux, macOS, Microsoft Windows, PlayStation 4, Xbox One                                                                                     | Techland Publishing          |
| 2017 | The Mage's Tale                  | Microsoft Windows | inXile Entertainment         |
| 2018 | The Bard's Tale IV: Barrows Deep | Linux, macOS, Microsoft Windows, PlayStation 4, Xbox One                                                                                     | inXile Entertainment         |
| 2020 | Wasteland Remastered             | Microsoft Windows, Xbox One | inXile Entertainment         |
| 2020 | Wasteland 3                      | Linux, macOS, Microsoft Windows, PlayStation 4, Xbox One                                                                                     | Deep Silver                  |
| 2020 | Frostpoint VR: Proving Grounds   | Microsoft Windows | Thirdverse                   |
| ЩНВ  | Clockwork Revolution             | Microsoft Windows, Xbox Series X/S | Xbox Game Studios            |